# Château de Logères
Le château de Logères est un château situé sur la commune de Joannas dans le département de l'Ardèche.